# Flughafen Oban

i7
i11
i13
Der Flughafen Oban (englisch Oban Airport, schottisch-gälisch Port-adhair an Òbain, IATA-Code: OBN, ICAO-Code: EGEO) liegt rund zehn Kilometer nordöstlich der gleichnamigen Kleinstadt im Nordwesten Schottlands. Frühere Bezeichnungen waren Connel Airfield und RAF Connel.

## Lage
Der Flughafen liegt in der Council Area Argyll and Bute auf dem Gebiet der Community Council Area Ardchattan. Nach Westen grenzt er an die Ardmucknish Bay, eine Ausbuchtung des Lynn of Lorne, nach Süden an Loch Etive. Unmittelbar östlich des Flughafens liegt die Ortschaft North Connel, jenseits derer die Fernstraße A828 sowie die Trasse der stillgelegten Bahnstrecke von Connel Ferry nach Ballachulish verlaufen.

## Geschichte
Der Flughafen entstand 1938 im Vorfeld des Zweiten Weltkrieges als Militärflugplatz der Royal Air Force (RAF). Unter der Bezeichnung RAF Connel diente er als Unterstützung des gegenüber Obans auf der Insel Kerrera gelegenen Luftwaffenstützpunktes RAF Oban, an dem Wasserflugzeuge stationiert waren. In Connel waren Flugzeuge der Typen Hawker Henley und Bristol Blenheim beheimatet.

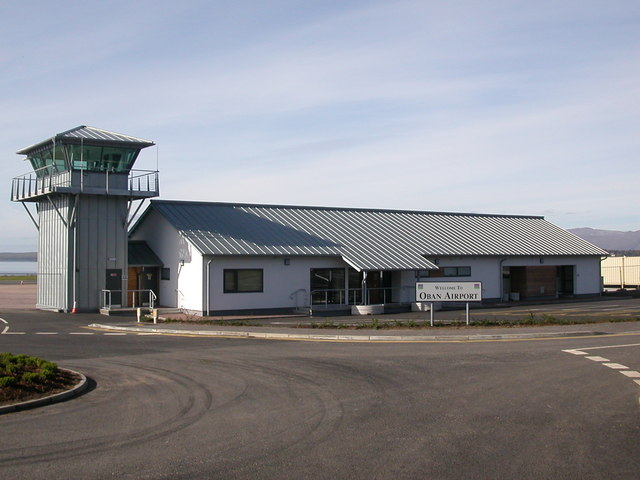
Tower und Empfangsgebäude 2007

Im Jahr 1967 wurde die Anlage von der Stadt Oban übernommen und fungierte als Landeplatz für Leichtflugzeuge sowie als Segelflugplatz.
Nach dem Übergang in die Hände der Argyll and Bute Council Area wurde er bis 2008 einer grundlegenden Erneuerung unterzogen. Anschließend wurde ein Linienverkehr auf mehrere südlich und westlich gelegene Inseln der Inneren Hebriden aufgenommen. Durchgeführt wurde dieser zunächst durch die Fluggesellschaft Highland Airways aus Inverness. Nach deren Insolvenz im Frühjahr 2010 übernahm die am Cumbernauld Airport beheimatete Hebridean Air Services das Angebot und erweiterte es. Mit Stand Ende 2016 bestehen Verbindungen zu den Flughäfen von Colonsay, Islay, Coll und Tiree.

## Erreichbarkeit
Über die A828 besteht nach Norden Anschluss an die A82 bei Ballachulish, nach Süden jenseits der Connel Bridge an die A85.
Buslinien verkehren nach Oban sowie Barcaldine, Appin und Duror mit Westcoast Motors, ab North Connel nach Oban und Fort William mit Citylink. Sowohl in Oban als auch Fort William besteht Anschluss an die West Highland Line.